# Beauronne (des Lèches)
Pour les articles homonymes, voir Beauronne (homonymie).
 (19 août 2025).
La Beauronne, ou Beauronne des Lèches, ou Petite Beauronne, est un ruisseau français du département de la Dordogne, affluent de l’Isle.

## Confusions possibles
Il ne faut pas la confondre ce cours d’eau avec deux autres du même nom, également affluents de l’Isle et également situés en Dordogne :
- la Beauronne qui arrose Chancelade ;
- la Beauronne qui baigne Saint-Vincent-de-Connezac.

Il existe également deux ruisseaux dont le nom, de même origine, est très proche :
- la Bauronne, en Dordogne, affluent de la Rizonne et sous-affluent de la Dronne ;
- la Beuronne, dans le département de la Charente, affluent de la Dronne.

Pour la distinguer de ruisseaux homonymes, elle est parfois nommée Beauronne des Lèches ou encore Petite Beauronne.

## Étymologie
Son nom, contraction de °beber désignant le castor et de °onna, féminin de °onno, représentant un cours d’eau, est d’origine gauloise.
Bebro(n)na signifie donc « la rivière des castors » ou « cours d'eau fréquenté par les castors ».
En occitan, ces cours d'eau portent le nom de Beurona.

## Géographie
Dans la moitié ouest du département de la Dordogne, la Beauronne prend sa source à 146 mètres d’altitude dans le Landais, sur la commune d’Église-Neuve-d'Issac, un kilomètre au sud-sud-est du bourg, au sortir d'un étang près du lieu-dit Jean-du-Claud.
Elle arrose Les Lèches et rejoint l’Isle en rive gauche, à 37 mètres d’altitude, sur la commune de Saint-Médard-de-Mussidan, cinq kilomètres à l’ouest du bourg, au nord du lieu-dit Chandos.

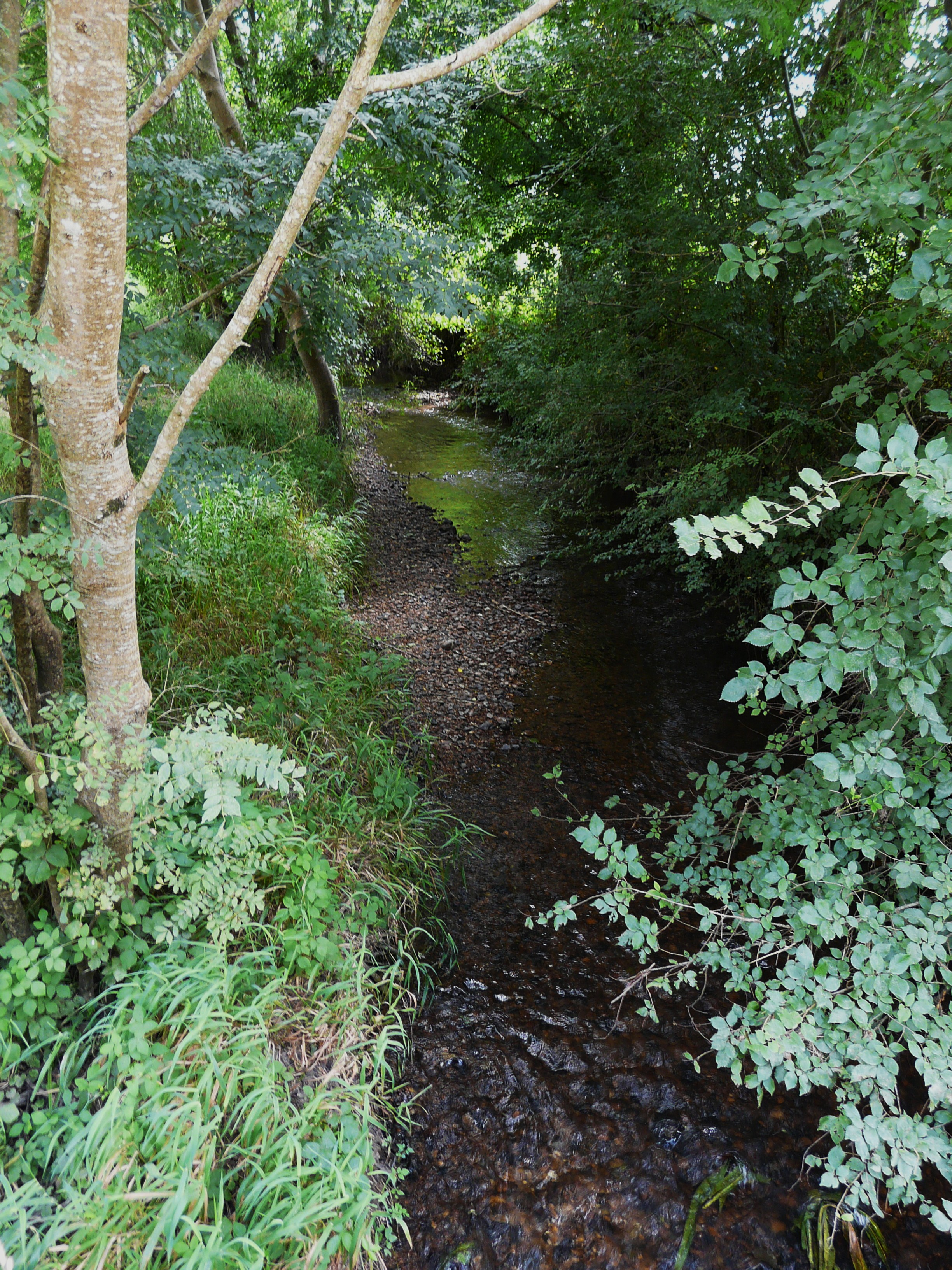
La Beauronne à Chandos, à 200 mètres de sa confluence avec l’Isle

Elle est longue de 15,22 km. Avec un dénivelé de 109 mètres, sa pente moyenne s'établit à 7,16 mètres par kilomètre.

### Communes traversées
À l’intérieur du département de la Dordogne, la Beauronne arrose trois communes : Église-Neuve-d'Issac (source), Les Lèches et Saint-Médard-de-Mussidan (confluence avec l'Isle) situées dans l'arrondissement de Périgueux.

### Affluents et nombre de Strahler
Parmi les six affluents sans nom répertoriés par le Sandre, deux en rive gauche dépassent les trois kilomètres de longueur : le plus long mesure 3,91 km et le suivant 3,79 km.
Son affluent le plus long ayant un affluent et un sous-affluent, le nombre de Strahler de la Beauronne est donc de quatre.

### Bassin versant
La Beauronne est incluse dans une seule zone hydrographique « L'Isle du confluent du Grolet au confluent du Martarieux (inclus) » au sein du bassin DCE beaucoup plus étendu « La Garonne, l'Adour, la Dordogne, la Charente et les cours d'eau côtiers charentais et aquitains ».
Outre les trois communes arrosées par la Beauronne, son bassin versant en concerne deux autres : Bosset où son affluent le plus long prend sa source et Saint-Géry qu'il borde brièvement à l'est sur environ 200 mètres, en deux tronçons, face à la commune des Lèches.

### Organisme gestionnaire
Le bassin versant de la Beauronne est couvert par le schéma d'aménagement et de gestion des eaux (SAGE) « Isle - Dronne ». 
Ce document de planification , dont le territoire regroupe les bassins versants de l'Isle et de la Dronne, d'une superficie de 7 500 km2, a été approuvé le 2 août 2021. La structure porteuse de l'élaboration et de la mise en œuvre est l'établissement public territorial de bassin de la Dordogne (EPIDOR).

## Hydrologie

### Risque inondation
Un plan de prévention du risque inondation (PPRI) a été approuvé en 2009 pour la vallée de l'Isle dans le Mussidanais incluant la partie aval de la Beauronne, sur ses 1 200 derniers mètres, sur la commune de Saint-Médard-de-Mussidan,.

### Environnement

#### Espaces protégés
La protection réglementaire est le mode d’intervention le plus fort pour préserver des espaces naturels remarquables et leur biodiversité associée.
D'après l'INPN, quatre aires protégées concernent le bassin versant de la Beauronne.
La Beauronne et son bassin font partie du bassin de la Dordogne, un territoire d'une superficie de 24 000 km2 reconnu réserve de biosphère par l'UNESCO en juillet 2012 et fait presque intégralement partie de sa « zone de transition », hormis sa confluence avec l'Isle qui se situe dans sa « zone tampon ».

#### Réseau Natura 2000
Le réseau Natura 2000 est un réseau écologique européen de sites naturels d'intérêt écologique élaboré à partir des directives habitats et oiseaux, constitué de zones spéciales de conservation (ZSC) et de zones de protection spéciale (ZPS).
Un site Natura 2000 a été défini à la confluence de l'Isle avec la Beauronne, ainsi que sur les 250 derniers mètres de cette dernière au titre de la directive habitats : la ZSC « vallée de l'Isle de Périgueux à sa confluence avec la Dordogne ».
Vingt-deux espèces animales inscrites à l'annexe II de la directive 92/43/CEE y sont présentes, de même qu'une espèce végétale.

#### Zones naturelles d'intérêt écologique, faunistique et floristique
L'inventaire des zones naturelles d'intérêt écologique, faunistique et floristique (ZNIEFF) a pour objectif de réaliser une couverture des zones les plus intéressantes sur le plan écologique, essentiellement dans la perspective d'améliorer la connaissance du patrimoine naturel national et de fournir aux différents décideurs un outil d'aide à la prise en compte de l'environnement dans l'aménagement du territoire.
D'après l'INPN, la Beauronne est concernée par une ZNIEFF de type 2. La confluence de l'Isle et de la Beauronne — ainsi que les 200 derniers mètres de celle-ci — à Saint-Médard-de-Mussidan fait partie de la ZNIEFF la « vallée de l'Isle de Périgueux à Saint-Antoine-sur-l'Isle, le Salembre, le Jouis et le Vern »,.
Deux espèces végétales déterminantes et quatorze autres espèces végétales y ont été recensées.

## Monuments et sites à proximité
- La chapelle prieurale de Tresséroux, ou des Trois sœurs, située aux Lèches[22], le long de la RD 709.
- Le château de Bassy (es) à Saint-Médard-de-Mussidan, centre médical et de réadaptation.